# Macabre (hudební skupina)
Macabre (v překladu makabrózní) je americká kultovní grindcore/thrash/death metalová skupina z Chicaga založená roku 1984. Zajímavostí a výjimečností kapely je, že hraje od svého vzniku ve stále stejném složení: Nefarious (baskytara/doprovodné vokály), Corporate Death (kytara/vokály) a Dennis the Menace (bicí).
Mezi oblíbená témata kapely patří sériové vraždy a černý humor.
Debutní LP vyšlo v roce 1989 s názvem Gloom. Skupina svůj hudební styl nazývá „murder metal“ (pojmenovala tak i jednu svou dlouhohrající desku).

## Diskografie

### Dema
- Shit List (1987)

### Studiová alba
- Gloom (1989)
- Sinister Slaughter (1993)
- Dahmer (2000)
- Murder Metal (2003)
- Grim Scary Tales (2011)
- Carnival of Killers (2020)

### EP
- Grim Reality (1987)
- Shitlist (1988)
- Behind the Wall of Sleep (1994)
- Morbid Campfire Songs (2002)
- Human Monsters (2010)
- Slaughter Thy Poser (2012)

### Singly
- Nightstalker (1993)
- Drill Bit Lobotomy (2003)

### Kompilace
- Unabomber (1999)
- Macabre Electric & Acoustic Two CD Set (2004) – boxed set

### Video
- True Tales of Slaughter and Slaying (2006)